# Catan – Deutschland-Edition
Die Siedler von Catan – Deutschland-Edition ist eine im Herbst 2008 erschienene Version der Siedler von Catan von Klaus Teuber, die den 60. Geburtstag der Bundesrepublik Deutschland würdigt. Der Spielplan ist von Michael Menzel gestaltet worden, die Spielfiguren von Andreas Klober. Für das Spiel ist kein weiteres Material erforderlich. Dabei wurde ein Mechanismus aufgenommen, der
ein Jahr zuvor bei DIE SIEDLER VON HESSEN eingeführt wurde.

## Inhalt
Das Spiel wird auf einem festen Spielplan gespielt.
- 120 Karten
  - 90 Rohstoffkarten, je 18 Karten Erz, Getreide, Holz, Lehm und Wolle
  - 26 Entwicklungskarten (Rückseite: Brandenburger Tor)
    - 15× Landsknecht (entspr. Ritterkarten)
    - 4× Handel
    - 3 Siegpunkte (Buchdruck, Kunst und Reformation)
    - 2× Bankwesen (entspr. Erfindung)
    - 2× Straßenbau

  - 4 Baukosten/Startaufstellungs-Karten
- 141 Figuren
  - 80 Straßen, je 20 in den Farben blau, orange, rot und weiß
  - 48 Rathäuser, je 12 in den Farben blau, orange, rot und weiß
  - 12 Wahrzeichen in unterschiedlichen Verkleinerungen:
    - Brandenburger Tor: ca. 1:900
    - Braunschweiger Löwe: ca. 1:100
    - Bremer Roland: ca. 1:220
    - Dresdener Frauenkirche: ca. 1:2.300
    - Frankfurter Paulskirche: ?
    - Freiburger Münster: ca. 1:3.000
    - Kölner Dom: ca. 1:3.900
    - Lübecker Holstentor: ca. 1:1.100
    - Münchener Frauenkirche: ca. 1:3.000
    - Nürnberger Burg: ca. 1:5.700
    - Porta Nigra: ca. 1:1.000
    - Wartburg bei Eisenach: ?

  - 1 Figur Götz von Berlichingen (entspr. dem Räuber)
- 2 Würfel
- 2 Kartenhalter
- Tiefzieheinsatz für die Aufnahme des Spielmaterials
- Spielanleitung (4 DIN-A4-Seiten)
- Almanach (18 DIN-A5-Seiten)

## Beschreibung
Der Spielmechanismus ist gegenüber den bekannten Catan-Spielen etwas vereinfacht. Jeder Spieler startet mit 3 Rathäusern und baut Straßen zu den üblichen Kosten zu Orten, an denen er neue Rathäuser bauen kann. In 12 Städten können zudem Wahrzeichen gebaut werden, die als vollplastische Modelle dem Spiel beiliegen und dem Erbauer einen Siegpunkt und eine Belohnung bringen. Dies können eine Straße, zwei Rohstoffe oder ein bis zwei Entwicklungskarten sein. Für die Längste Handelsstraße und das Größte Heer gibt es nur einen Siegpunkt. Diese werden statt durch eine Karte durch das Platzieren eines Rathauses auf dem Spielfeld markiert. Sieger des Spieles ist, wer bei 3 Spielern zuerst 12 und bei 4 Spielern zuerst 10 Siegpunkte erreicht hat.

### Wesentliche Unterschiede zum bekannten Catan-Spiel
- In der Gründungsphase werden keine Straßen gebaut.
- Rathäuser können nur dort gebaut werden, wo auf dem Spielplan eine Stadt eingezeichnet ist.
- Straßen dürfen hinter Städten erst weiter gebaut werden, wenn dort ein Rathaus oder Wahrzeichen gebaut wurde.
- Die Abstandsregel gibt es nicht. Aber nur die Städte Dessau und Leipzig sowie Stuttgart und Ulm sind nur eine Straße voneinander entfernt.
- Der Entwicklungskartensatz enthält nur 3 statt 5 Siegpunktkarten und keine Monopole.
- Zusätzlich enthält der Entwicklungskartensatz 4 Karten „Handel“, die es einem Spieler erlauben, in einem Zug beliebig oft 2 gleiche Rohstoffe in einen anderen Rohstoff zu tauschen. Bei jedem Tausch kann dabei ein anderes Rohstoffpaar gewählt werden. Dafür gibt es keine Häfen auf dem Spielplan.
- Mit der Bank kann generell 3:1 getauscht werden.

## Besonderheiten
Zur Einführung der Deutschland-Edition veranstaltete der Kosmos-Verlag während der Spiel 2008 ein Promotionsturnier, bei dem Spieler für Düsseldorf und Essen gegeneinander antraten, um den Kölner Dom als nordrhein-westfälisches Wahrzeichen zu verdrängen und durch ein Wahrzeichen ihrer Stadt zu ersetzen. Die für Essen angetretenen Spieler konnten knapp gewinnen und so gab es eine Spezialausgabe mit dem Förderturm der Essener Zeche Zollverein. Am 4. November 2008 fand auf dem Alexanderplatz in Berlin eine weitere Promotionveranstaltung statt, bei der Spieler das Brandenburger Tor nachbildeten. Die Wahrzeichen der Deutschland-Edition und die Götz-Figur wurden zusätzlich in einer Auflage von 500 Stück aus Zinn gegossen.
Im Herbst 2009 erschien die Zinnfigur „Zeche-Zollverein“ zusammen mit 2 Aufklebern für das Spielbrett. Diese konnte im Catan-Shop bestellt werden. In den Niederlanden erschien im September 2009 De Kolonisten van de Lage Landen, eine auf die Niederlande und den flämischen Teil Belgiens adaptierte Version.
Im April 2012 erschien zum 60-jährigen Landesjubiläum eine Baden-Württemberg-Edition, die in der schwarzen Version mit Geleitwort des grünen Ministerpräsidenten Winfried Kretschmann nur erhältlich war über das Landesmarketing, z. B. den Online-Shop.
Im September 2013 erschien mit Wien Catan eine Adaption, in der Wien und sein Umland besiedelt wird.

## Übersetzungen
- Englisch: Catan Geographies: Germany™

## Spielkritiken
- Spielbox Ausgabe 6/08: „Deutschland – ein Menzel-Märchen“ (mit Bewertung)